# 아이스맨 (1984년 영화)
《아이스맨》(Iceman)은 미국에서 제작된 프레드 쉐피시 감독의 1984년 드라마, SF 영화이다. 티모시 허튼 등이 주연으로 출연하였고 패트릭 J. 팔머 등이 제작에 참여하였다.

## 출연

### 주연
- 티모시 허튼
- 린제이 크루즈
- 존 론

### 조연
- 조세프 소머
- 데이빗 스트라탄
- 제임스 톨칸
- 리처드 모네트
- 아멜리아 홀
- 필립 아킨

## 기타
- 미술: 리온 에릭슨
- 미술: 조산 F. 루소
- 배역: 메리 골드버그